# Réveils Bayard
Pour les articles homonymes, voir Bayard.

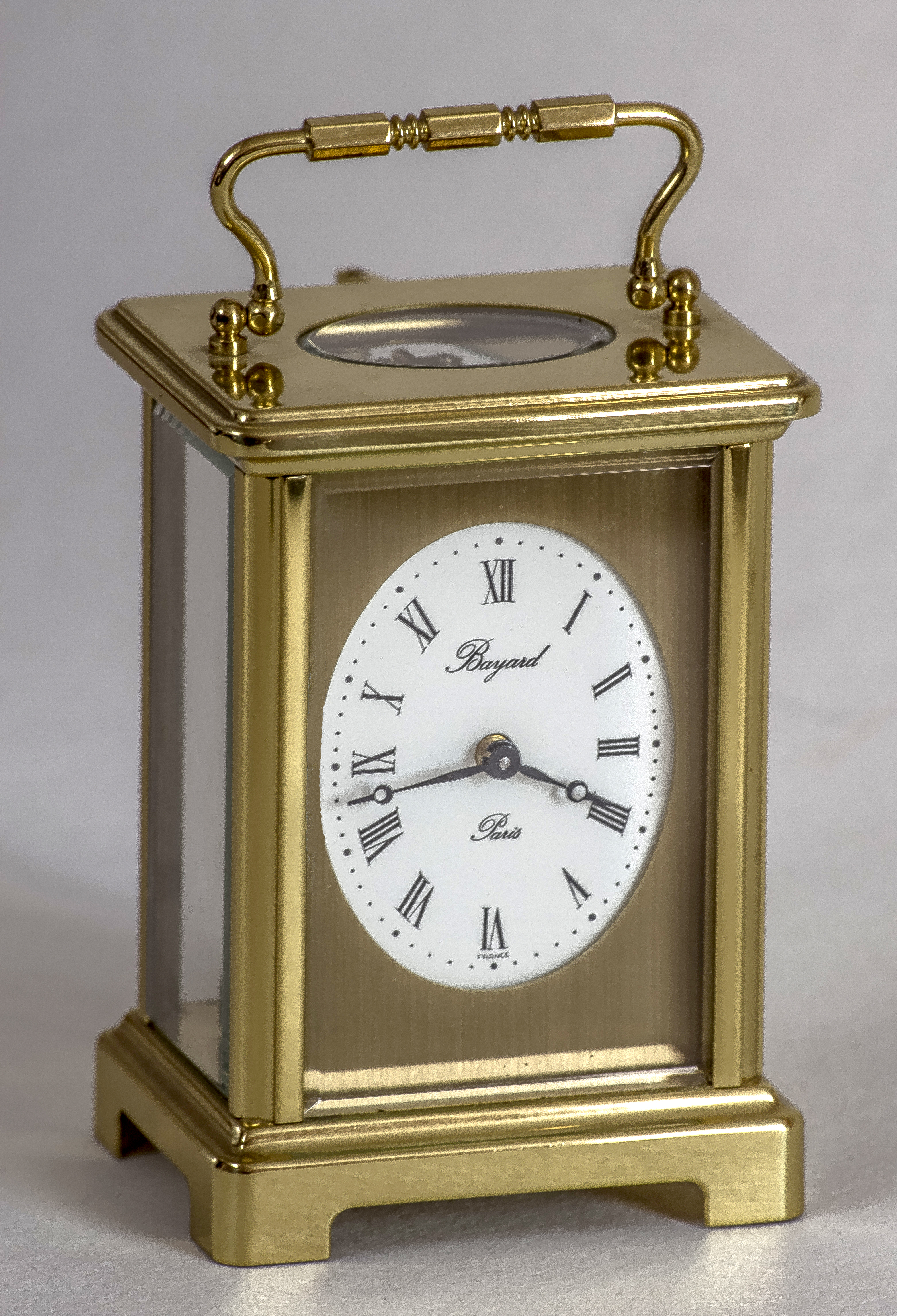
Une pendule de voyage Bayard.

La société Réveils Bayard est une marque d'horlogerie de gros volume (réveils, pendule) dont l'usine était à Saint-Nicolas-d'Aliermont (Normandie). L'entreprise a été nommée différemment selon les époques mais l'on peut suivre l'histoire de cette usine de 1867 à 1989. La marque est actuellement propriété de Laurent Spiero gérant la société horlogère Claude Spiero.  

## Historique
Elle a été fondée en 1867 par Albert Villon, spécialisé dans la pendule de voyage et la montre de marine. Ces premières réalisations sont marquées de ses initiales A.V. 
En 1873, il s'associe avec le beau-frère de son épouse, Ernest Dessiaux. Cette même année, ils déposent un brevet de « Perfectionnement et additions aux réveils ordinaires ». On ne connaît pas sa formation, mais le brevet laisse à penser qu’il possédait de solides compétences en horlogerie. Il crée avec Albert Villon la société « A. Villon et Dessiaux » qu’il quitte en 1883 pour créer sa propre entreprise.
En 1885, une association naît entre Albert Villon, Paul Duverdrey, comptable de formation, et Joseph Bloquel, horloger de formation. Convention de dix ans. Paul Duverdrey prend en charge la direction des ateliers avec Joseph Bloquel. Villon s’occupe de la surveillance générale et de la prospection à l’étranger.
En 1902, la société devient société en nom collectif Duverdrey et Bloquel (elle perdure sous cette forme jusqu'au 2 décembre 1916).
En février 1907, Duverdrey et Bloquel donnent l'appellation réveils Bayard, et cela bien avant que la marque Bayard ne soit déposée en 1928.
En 1916, la société Duverdrey et Bloquel devient une Société anonyme nommée Société des anciens établissements Duverdrey-Bloquel (dont la durée est fixée à cinq ans). Le nom subsiste jusqu'au 14 décembre 1962, date à laquelle la société des anciens établissements Duverdrey-Bloquel devient la société anonyme Réveils Bayard.
Le 23 janvier 1984 : la société Réveils Bayard est placée en redressement judiciaire.
La marque Bayard est actuellement la propriété personnelle de Laurent Spiero pour l'avoir déposée le 9 mars 1989. Elle est exploitée par L'entreprise horlogère alsacienne Claude Spiero qui commercialise des réveils, pendules et montres utilisant des mouvements japonais, mécaniques ou à quartz, fabriqués par Orient et Seiko.

## Marque et poinçons
Albert Villon, fondateur de l’usine qui deviendra Bayard, appose tout d’abord sur ses produits ses initiales, A.V, souvent accompagnées d’un « Lion passant ». On le retrouve sur le cadran ou sur la platine arrière des réveils jusqu’aux années 1940. Ce lion fait à la fois office de logo et de marque de fabrique (estampillé sur les platines des réveils).

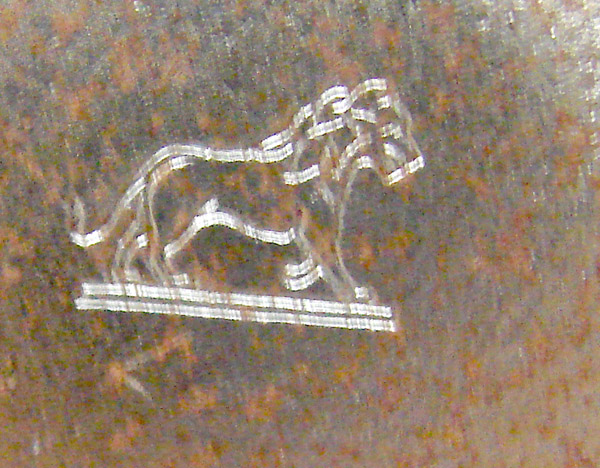
Estampille au « Lion passant ».

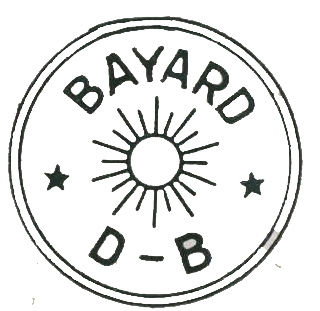
Estampille Bayard utilisée de 1928 à 1953 environ sur les platines des réveils.

En 1907, la Société Duverdrey et Bloquel donne l’appellation « Réveils Bayard » à ses produits et cela bien avant que la marque « Bayard » ne soit déposée en 1928. Bayard est le nom d’un célèbre chevalier de François Ier qui selon la légende était « sans peur et sans reproche ». Ce nom est probablement choisi pour valoriser une marque dont on veut mettre en avant la robustesse et la fiabilité ainsi que pour l’analogie visuelle entre un chevalier en armure et un réveil dans sa boîte. Par une heureuse coïncidence, le patronyme  Bayard est également celui de l'un des premiers horlogers français, Thomas Bayard.
En 1928, la marque « Bayard » est déposée par la société qui se nomme toujours « Société des Anciens Établissements Duverdrey et Bloquel ». Le lion passant se raréfie et on voit apparaître sur les catalogues un cercle marqué de deux étoiles, d’un soleil et de l’inscription « Bayard » et « D-B ».